# Kościół Niepokalanego Serca Najświętszej Maryi Panny w Domaradzu
Kościół Niepokalanego Serca Najświętszej Maryi Panny w Domaradzu – rzymskokatolicki kościół filialny należący do parafii św. Mikołaja w Domaradzu. Znajduje się w domaradzkim przysiółku Zatyle.
Jest to świątynia wzniesiona w latach 1946–1950. Została zbudowana pod kierunkiem Józefa Brysia i Piotra Janowskiego. Kościół został wyremontowany w latach 80. XX wieku i 2008–2009.
Budowla jest drewniana i posiada konstrukcję zrębową. Kościół jest nieorientowany, do jego budowy użyto drewna modrzewiowego. Posiada prezbiterium mniejsze w stosunku do nawy, zamknięte trójbocznie, z boku znajduje się zakrystia. Z przodu nawy jest umieszczona kruchta. Świątynia nakryta jest dachem dwukalenicowym, pokrytym blachą, na dachu znajduje się sześciokątna wieżyczka na sygnaturkę. Jest ona zwieńczona blaszanym kulisto–stożkowym dachem hełmowym ozdobionym chorągiewką z datą „1950”. Wnętrze nakryte jest stropami płaskimi podpartymi filarami. Wyposażenie kościoła jest współczesne, należą do niego: ołtarz główny, dwa ołtarze boczne i stacje Drogi Krzyżowej.

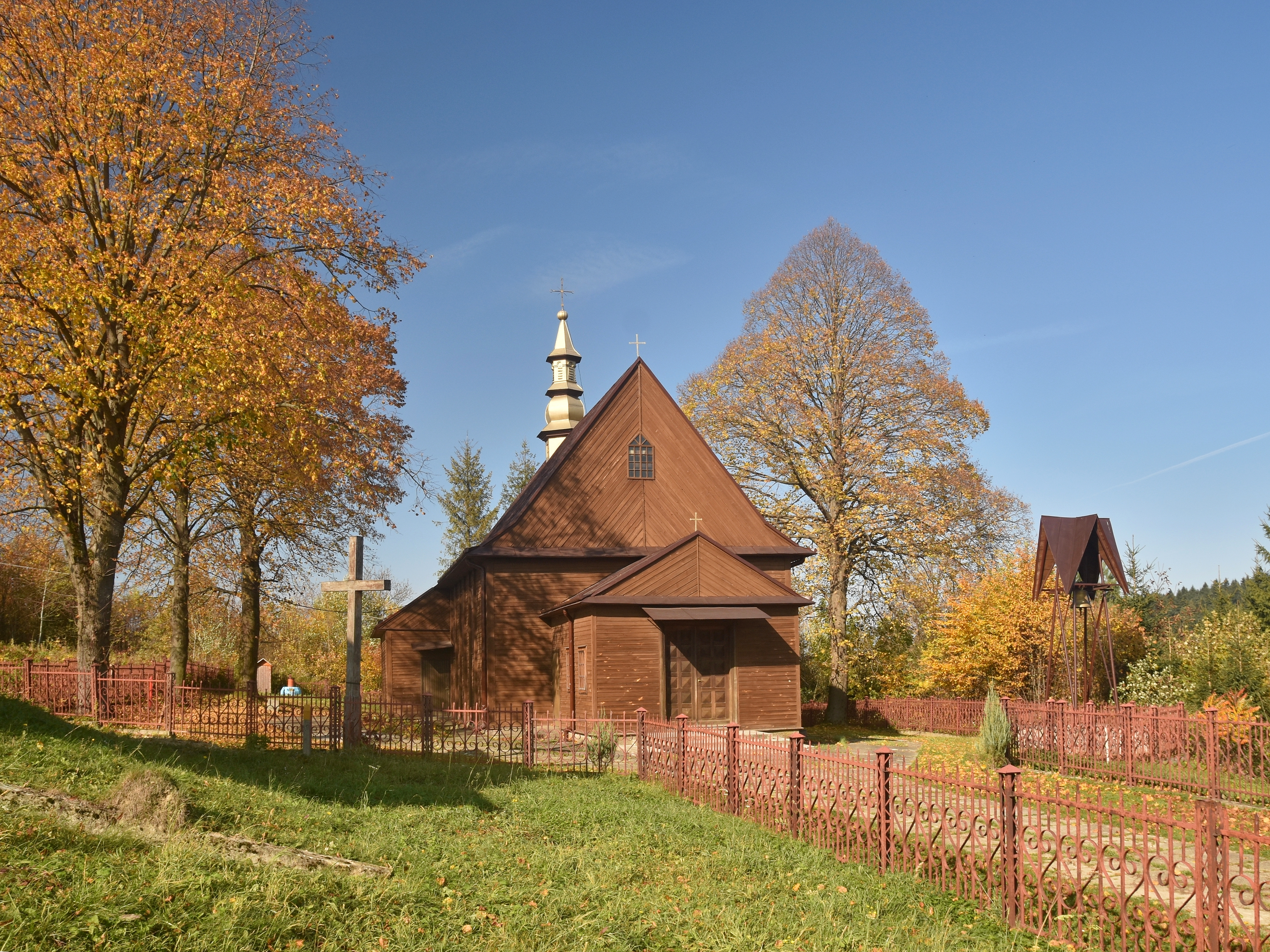
Widok ogólny
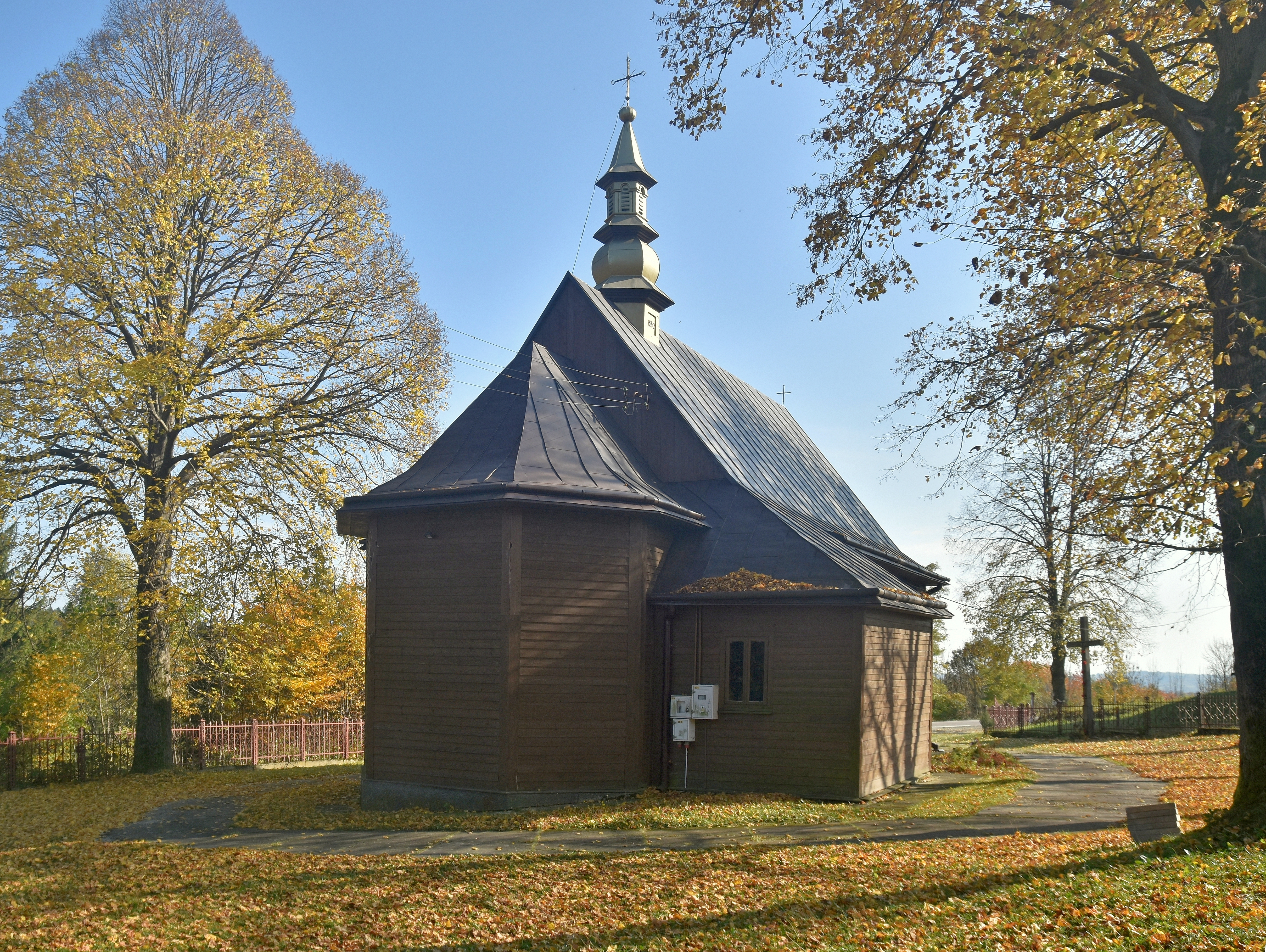
Widok od strony prezbiterium
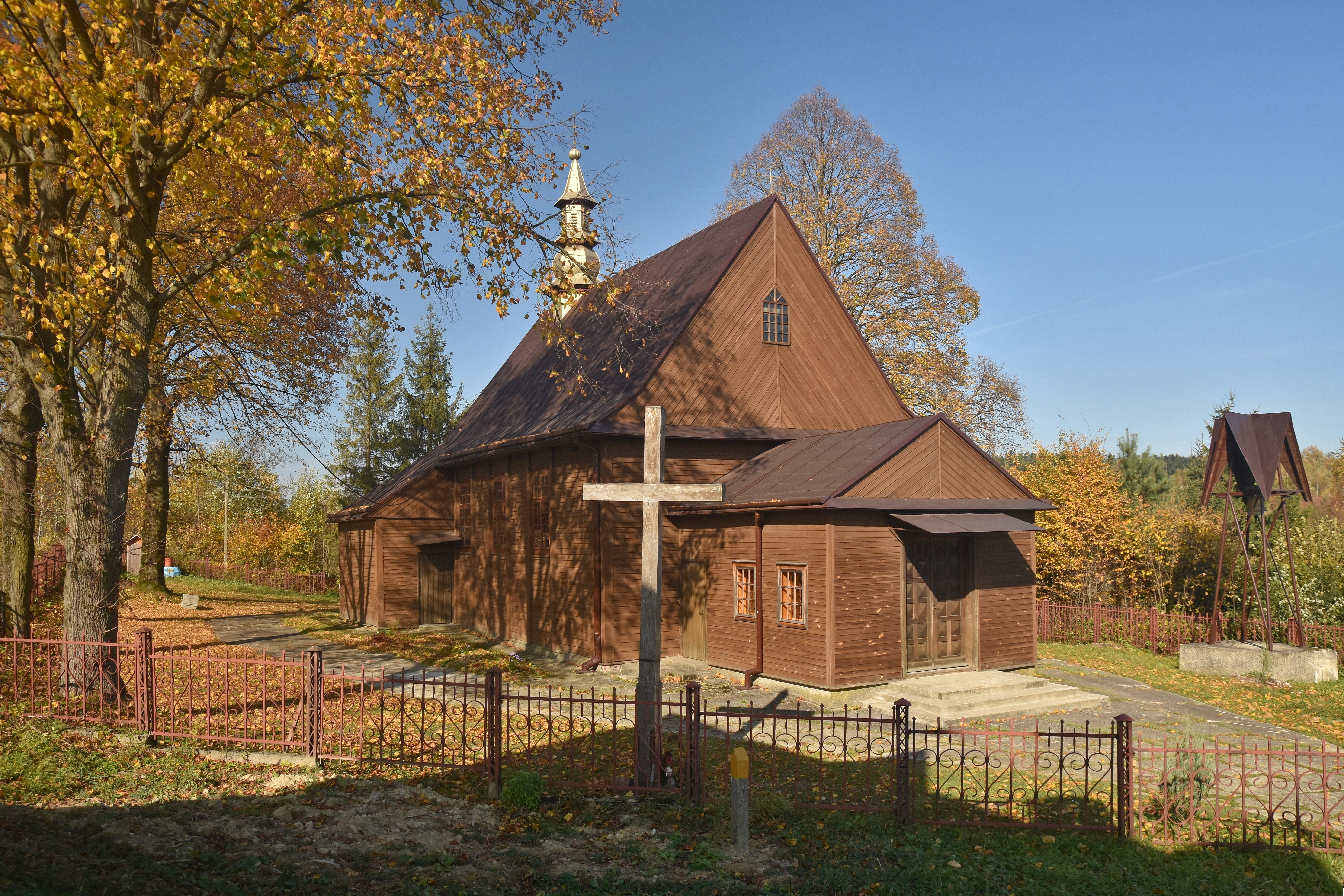
Elewacja frontowa